# 무훈전
무훈전(중국어 간체자: 武训传, 정체자: 武訓傳, 병음: Wǔ Xùn Zhuàn)은 쑨위 감독, 자오단 주연의 1950년 중국 영화이다. 흑백 영화로, 쿤룬 영화 스튜디오에서 제작했다. 이 영화는 중국 역사 속 인물인 우쉰의 실화를 다루고 있는데, 그는 구걸로 수년간 돈을 모아 가난한 아이들을 위한 무료 학교를 세웠다.
처음 개봉된 후 다른 중국공산당 지도자들의 칭찬에도 불구하고, 마오쩌둥은 이 영화를 "봉건 문화를 광적으로 선전"하고 "농민 혁명을 비방하는 것을 용인"했다고 비판하는 사설을 발표했으며, 주연 캐릭터를 "반동적인 봉건주의 통치자"라고 묘사했다. 마오쩌둥은 또한 이 영화에 대한 칭찬을 비난했다. 이 영화는 "신중국의 첫 번째 금지된 영화"로 알려지게 되었다. 2005년에 비공개 상영되었으며 2012년에 DVD로 출시되었다.

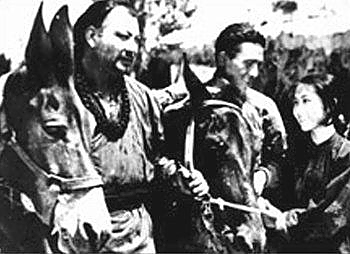
영화의 한 장면

처음에는 그 해의 10대 영화 중 하나로 좋은 평가를 받았으나, 곧 중국 당국으로부터 혹독한 비판을 받았다. 1986년에 복권되었다.

## 비판
무훈전은 이 영화에 대해 벌어진 긴 정치적 비판 캠페인 때문에 중국 영화 역사상 독특한 위상을 얻었다. 1951년 5월 20일, 인민일보에 '무훈전'에 대한 논의를 강조해야 한다는 사설이 발표된 후, 중화인민공화국 역사상 최초의 대규모 영화 비판이 나타났다. 개봉 직후 이 영화는 마오쩌둥에 의해 직접 비난받았다. 마오쩌둥은 인민일보에서 우쉰을 문맹 퇴치 프로그램이 혁명이 필요 없다는 것을 암시하는 자유주의자라고 공격했다. 캉성과 마오쩌둥의 아내 장칭이 이끄는 정치인 그룹은 그들이 "자유주의적" 경향이라고 부르는 것을 불신하기 위해 영화에 대한 비난을 가했다. 그 결과, 영화의 제작진은 물론이고 역사적 인물인 우쉰까지 광범위한 비난에 시달렸다. 이 비판 캠페인은 중국 공산당 정치가 중국 영화 산업에 심하게 간섭하는 시대를 시작했다. 이 영화의 명성은 거의 40년 후인 1986년에야 완전히 회복되었다.